# ストレイト・アウト・オブ・ヘル
『ストレイト・アウト・オブ・ヘル』（Straight Out Of Hell）は、ドイツのヘヴィメタルバンド、ハロウィンが2013年に発表したアルバム。

## 解説
オリコン週間ランキング11位にランクインした。また、ドイツのナショナル・チャートでは「守護神伝 -第二章-」を抜いてバンド史上最高の4位、アメリカでも初めてビルボードTOP100にランクインするなど、世界的なセールスを記録している。

## 収録曲
1. ナバテア - NABATAEA
（M/L：Andi Deris）
2. ワールド・オブ・ウォー - WORLD OF WAR
（M/L：Sascha Gerstner）
3. リヴ・ナウ！ - LIVE NOW!
（M：Andi Deris - Sascha Gerstner / L：Andi Deris）
4. ファー・フロム・ザ・スターズ - FAR FROM THE STARS
（M/L：Markus Grosskopf）
5. バーニング・サン - BURNING SUN
（M/L：Michael Weikath）
6. ウェイティング・フォー・ザ・サンダー - WAITING FOR THE THUNDER
（M/L：Andi Deris）
7. ホールド・ミー・イン・ユア・アームズ - HOLD ME IN YOUR ARMS
（M/L：Sascha Gerstner）
8. ワナ・ビー・ゴッド - WANNA BE GOD
（M/L：Andi Deris）
9. ストレイト・アウト・オブ・ヘル - STRAIGHT OUT OF HELL
（M/L：Markus Grosskopf）
10. アスホール - ASSHOLE
（M/L：Sascha Gerstner）
11. イヤーズ - YEARS
（M/L：Michael Weikath）
12. メイク・ファイア・キャッチ・ザ・フライ - MAKE FIRE CATCH THE FLY
（M/L：Andi Deris）
13. チャーチ・ブレイクス・ダウン - CHURCH BREAKS DOWN
（M/L：Sascha Gerstner）

### ボーナス・トラック
1. ノー・エターニティ - NO ETERNITY ※
（M/L：Markus Grosskopf）
2. バーニング・サン(ハモンド・ヴァージョン) - BURNING SUN(HAMMOND VERSION) ※※
（M/L：Michael Weikath）

※日本盤デラックス・エディションのみのボーナス・トラック（欧州版デラックス・エディションでは「Another Shot Of Life」）
※※世界共通デラックス・エディション用ボーナス・トラック

## 参加ミュージシャン
- アンディ・デリス - vocals
- マイケル・ヴァイカート - guitar
- サシャ・ゲルストナー - guitar
- マーカス・グロスコフ - bass
- ダニ・ルブレ - drums